# سرمایه در قرن بیست و یکم
سرمایه در قرن بیست و یکم (به فرانسوی: Le Capital au XXIe siècle) نام کتابی است از توماس پیکتی اقتصاد دان فرانسوی که به نابرابری درآمد و ثروت در اروپا و آمریکا از قرن هجدهم تاکنون می‌پردازد. این کتاب نخست در سال ۲۰۱۳ در فرانسه به چاپ رسید و در بهار ۲۰۱۴ به انگلیسی ترجمه شد. ترجمه آلمانی این کتاب در سال ۲۰۱۵ برنده کتاب سال سیاسی آلمان شد. نظریه اصلی مطرح شده در کتاب این است که اگر نرخ سود سرمایه از نرخ رشد کلی اقتصادی بیشتر باشد این امر باعث انباشت ثروت شده و در دراز مدت چنین پدیده‌ای باعث عدم ثبات می‌شود. آقای پیکتی در این کتاب پیشنهاد می‌کند که سیستم جهانی مالیاتی به کار گرفته شود که بر مبنای میزان ثروت، مالیات به صورت تصاعدی افزایش پیدا کند. هدف از این کار جلوگیری از انباشت ثروت در دست عده‌ای معدود عنوان شده‌است.
فروش چاپ فرانسوی این کتاب بیش از پنجاه هزار عدد بوده و فروش چاپ انگلیسی آن به حدود هشتاد هزار عدد رسیده و انتظار می‌رود که دویست هزار عدد دیگر از چاپ انگلیسی کتاب به فروش برسد.

## محتوا
نظریه اصلی مطرح شده در کتاب این است که انباشت ثروت اتفاقی نیست و ذاتی سرمایه‌داری است. در کتاب عنوان می‌شود که برای مقابله با این پدیده دخالت دولت الزامی است و اگر سیستم سرمایه‌داری اصلاح نشود نظم دموکراتیک جوامع با تهدید روبرو می‌شود.
آقای پیکتی در بحث خود فرمولی را به کار می‌گیرد که در آن (r) نرخ سود سرمایه با(g) نرخ رشد اقتصادی رابطه دارد.
در این فرمول (r) شامل سود، سود سهام، بهره و اجاره و درآمدهای دیگر از محل سرمایه می‌شود و (g)
با درآمد و تولید اندازه‌گیری می‌شود. آقای پیکتی می‌گوید وقتی نرخ رشد اقتصادی پایین است معمولاً ثروت بیشتر از محلسرمایه تأمین می‌شود تا از محل کار و معمولاً انباشت ثروت بیشتر در میان قشرها ثروتمندتر رخ می‌دهد و باعث افزایش نابرابری می‌شود.
آقای پیکتی ارث را نیز در همین چهار چوب مورد ارزیابی قرار می‌دهد.
در کتاب بحث شده که روند افزایش نابرابری از قرن هجدهم روندی رو به رشد بوده و این روند بین سال‌های ۱۹۳۰ تا ۱۹۷۵ متوقف شد و به حالت معکوس درآمد. علت این امر از جمله شرایط خاص و از جمله جنگ‌های جهانی، رکود شدید اقتصادی دهه بیست میلادی و از بین رفتن ثروت طبقه نخبه بود که باعث شد دولت‌ها اقداماتی را برای باز پخش درآمد انجام دهند. این امر، به علاوه رشد اقتصادی سریع باعث شد که از اهمیت ثروت ناشی از ارث کاسته شود.
در کتاب آمده‌است اکنون جهان دوباره به سمت سرمایه‌داری مبتنی بر ثروت والدین می‌رود. اقتصادی که ثروت ناشی از ارث اقتصاد را تحت‌الشعاع قرار می‌دهد و ساختار طبقاتی جامعه ساختار محکم مبتنی بر انباشت ثروت است.
بنا به پیش‌بینی آقای پیکتی رشد اقتصادی جهانی آهنگی کند خواهد داشت و وی این نظریه را که با پیشرفت فناوری، رشد اقتصادی سرعت پیدا خواهد کرد رد می‌کند.
وی پیشنهاد می‌کند که یک مالیات جهانی به نرخ ۲ درصد و اعمال مالیات تصاعدی به سقف ۸۰ درصد در کشورها وضع شود و انجام این اقدامات از میزان نابرابری خواهد کاست.

## روابط بنیادین پیکتی
در کتاب پیکتی سه رابطه اصلی وجود دارد. در واقع، غیر از این سه رابطه ساده ریاضی، رابطه خاص دیگری وجود ندارد. این روابط عبارتند از رابطه موسوم به نابرابری یا بزرگ بودن نرخ بازگشت سرمایه از نرخ رشد اقتصاد و دو رابطه دیگر موسوم به قواعد بنیادی اول و دوم سرمایه داری. قواعد اول و دوم سرمایه‌داری به گفته پیکتی بنیان رابطه نابرابری را تشکیل می‌دهند. توضیح این روابط به شرح زیر است:
- رابطه نابرابری

«این نوع از نابرابری بنیادین که من آن را به صورت R>G می‌نویسم نقش بسیار مهمی در این کتاب ایفا می‌کند. به یک معنی رابطه مذکور، کلیت منطق نتیجه‌گیری من را به صورت خلاصه بیان خواهد کرد. در این رابطه R نمایانگر نرخ متوسط سالانه بازگشت سرمایه از جمله سود به صورت عادی، سود سهام، نرخ بهره، اجاره‌ها و سایر درآمدهایی که از سرمایه ناشی می‌شود و آن را می‌توان به عنوان درصدی از ارزش کل بیان کرد و Gنیز در این رابطه نشان دهنده نرخ رشد اقتصاد می‌باشد که همان افزایش سالانه درآمد یا خروجی تولید قلمداد می‌شود.» (صفحه ۲۵ کتاب ترجمه انگلیسی)
R>G
- اولین قاعده بنیادین سرمایه داری

در این قسمت پیکتی چنین می‌گوید: «اولین قاعده بنیادین سرمایه داری که انباشت سرمایه را به جریان درآمد ناشی از سرمایه متصل می‌کند در این بخش از کتاب عرضه می‌شود. نسبت سرمایه به درآمد یا همان β به صورت ساده با سهم درآمد از سرمایه مذکور در درآمد ملی ارتباط پیدا می‌کند که آن را به صورت α نشان می‌دهیم. این فرمول به قرار زیر است:
اولین قاعده بنیادین سرمایه داری =R×βα
که در آن R نرخ بازگشت سرمایه می‌باشد. برای مثال اگر ۶۰۰٪=β و R=۵٪ باشد آنگاه =R×βα مساوی ۳۰٪ خواهد بود.
بعبارت دیگر، اگر ثروت ملی معادل ۶ سال درآمد ملی باشد و نرخ بازگشت سرمایه نیز ۵٪ به ازای هرسال قلمداد شود آنگاه سهم سرمایه در درآمد ملی حدود ۳۰٪خواهد بود.»
- قانون دوم بنیادین سرمایه

در این قسمت چنین گفته می‌شود؛ «در بلند مدت نسبت سرمایه به درآمد یا همان β به صورت ساده و شفاف با نرخ پس‌اندازها یعنی S و نرخ رشد یعنی G برمبنای فرمول زیر ارتباط پیدا می‌کند.
S÷G=β
برای مثال اگر S=۱۲٪ باشد و G=۲٪ باشد بتا یا همان S تقسیم بر G مساوی ۶۰۰درصد خواهد شد.
بعبارت بهتر اگر یک کشور بتواند از ۱۲درصد درآمد ملی خود را در سال پس‌انداز کند و نرخ رشد درآمد ملی ۲درصد به ازای هر سال باشد آنگاه در بلند مدت نسبت سرمایه به درآمد مساوی ۶۰۰درصد خواهد بود و کشور مذکور نیز به اندازه شش سال درآمد ملی سرمایه انباشته خواهد کرد.» (صفحه ۱۶۶ متن انگلیسی)

## تاریخچه نابرابری
پیکتی در این کتاب تاریخچه نابرابری و اهمیت سرمایه را در طی دویست سال مورد بررسی قرار داده‌است.

### جوامع کشاورزی
در جوامع کشاورزی در اروپا، سرمایه تقریباً همیشه برای زمین کشاورزی و اوراق قرضه دولتی به کار گرفته می‌شد. چنین به نظر می‌آمد که دلیل وجود ثروت تولید رانت است، یعنی پرداخت‌های منظم و قابل اطمینان به صاحبان دارایی‌های خاص که معمولاً به شکل زمین یا اوراق قرضه دولتی بود. هم زمین و هم اوراق قرضه دولتی به‌طور میانگین بازدهی ۴ تا ۵ درصد داشتند. نرخ رشد اقتصادی جوامع کشاورزی معمولاً بسیار پایین است. نرخ رشد در این دوران حدود ۱ درصد بود. با در نظر گرفتن تفاوت زیاد میان نرخ بازده سرمایه و نرخ رشد، الگوی پیکتی نسبت بسیار بالای سرمایه به درآمد را پیش‌بینی می‌کند. نسبت سرمایه به درآمد در آن زمان تقریباً ۷ بود.
در آن دوران، نرخ مالیات به درآمد (شامل درآمد از سرمایه) در اروپا بسیار پایین و در حدود ۵ تا ۱۰ درصد بود و این مالیات همیشه تناسبی بود نه تصاعدی بدین ترتیب می‌توان انتظار داشت که ثروت در اروپای آن زمان بسیار متراکم و دارای توزیعی نابرابر بوده باشد. ۹۰ درصد ثروت برای یک دهک بالایی و دست کم ۵۰ درصد برای یک صدک بالایی ویژگی جوامع فئودالی بود. ثروت آن چنان در بالا متراکم بود که درصد بالایی از صاحبان کلان‌ترین ثروت‌ها درآمد بیشتری از بهرهٔ سرمایه‌شان داشتند تا آنچه کارکنانی با بالاترین درآمدها می‌توانستند از کار خود به دست آورند. ثروت از یک نسل به نسل بعد منتقل می‌شد و در نتیجه نابرابری را در طول زمان جاودانه می‌کرد و اهمیت ثروت موروثی را بالا می‌برد.

### قرن ۱۹ در اروپا
در قرن ۱۹، اقتصاد کشورهای ثروتمند در اروپا دستخوش تغییراتی عمده شد. در اثر انقلاب صنعتی ارزش زمین‌های کشاورزی در مقایسه با دارایی‌های صنعتی سقوط کرد و بدین ترتیب سرمایه از زمین‌های کشاورزی خارج شد و به سوی دارایی صنعتی جریان یافت. همچنین به دلیل اشباع بازارهای داخلی و نیاز به بازار خارجی برای فروش محصولات و نیاز به مواد اولیه و نیروی کار ارزان، استعمار آغاز شد. در این جریان فرصت‌های جدید سرمایه‌گذاری در زمین‌داری جدید گشوده شد و بدین ترتیب بخش فزاینده ای از سرمایه ای که از مزارع محلی اروپا خارج می‌شد به دارایی‌های خارجی راه یافت. طی این اتفاقات ماهیت سرمایه کاملاً دگرگون شد ولی در نهایت کل حجم آن نسبت به درآمد تقریباً هیچ تغییری نکرد.
در آغاز سدهٔ نوزدهم، دهک بالایی سلسله مراتب ثروت از همان نخست بین ۸۰ تا ۸۵ درصد کل ثروت را در اختیار داشت. تا پایان سدهی بیستم این رقم به ۹۰ درصد رسیده بود. در دورهٔ ۱۸۰۰ تا ۱۸۱۰ صدک بالایی به تنهایی صاحب ۴۵ تا ۵۰ درصد ثروت کشور بود، سهم آن در ۱۸۵۰–۶۰ از ۵۰ درصد گذشته و در ۱۹۰۰–۱۰ به ۶۰ درصد رسید.

### سال‌های بین دو جنگ ۱۹۱۴–۱۹۵۰
سرمایهٔ فیزیکی بسیار زیادی در طول دو جنگ جهانی در اروپا ویران شد و این خود تأثیر مهمی بر کاهش کل ذخیره ثروت داشت. تخریب فیزیکی جنگ تنها بخشی از زوال سرمایه میان ۱۹۱۴ و ۱۹۵۰ را توضیح می‌دهد. در فرانسه سرمایه ای تقریباً برابر با یکسال درآمد ملی ویران شد و در آلمان یک سال و نیم درآمد ملی از میان رفت. در انگلستان ویرانی فیزیکی وسعت کمتری داشت. کمتر از ده درصد درآمد ملی بود با این وجود سرمایهٔ ملی برابر چهار سال درآمد ملی کاهش یافت، یعنی به همان اندازه که در فرانسه و آلمان رخ داده بود. اگر چه این‌ها خسران‌هایی کاملاً چشمگیر بودند ولی به وضوح تنها جزئی از کاهش را توضیح می‌دهند.
با آغاز جنگ جهانی اول در ۱۹۱۴، دولت‌های درگیر جنگ مبالغ زیادی وام گرفتند. هزینهٔ تأمین این بدهی‌ها بیشتر محل سرمایه ای بود که پیش تر در دارایی‌های مالی و خارجی سرمایه گذاری شده بود. این امر، به خودی خود، سرمایه را ویران نکرد، تنها آن را به بدهی دولت انتقال داد. هنگامی که جنگ پایان یافت، دولت‌های بدهکار بسیار مایل بودند بدهی‌های انباشت شده را برطرف کنند و این کار را به چند شیوهٔ مختلف انجام دادند. نخست، دولت‌های بدهکار مالیات تصاعدی (از جمله مالیات بر سرمایه) را به شدت افزایش دادند و دوم، دولت‌های بدهکار به چاپ پول متوسل شدند، امری که تورم را افزایش داد. هر دو این اقدامات باعث کاهش سرمایهٔ ثروتمندان شد. دولت‌های فرانسه، بریتانیا، آلمان و ایالات متحده آمریکا به این مالیات‌ها روی آوردند که به میزان قابل توجهی به ثروتمندان ضربه می‌زد. همچنین پس از این جنگ مالیات بر ارث هم افزایش پیدا کرد. به دلیل چاپ زیاد پول و بی‌ارزش شدن آن، دولت برای کاستن از پی آمدهای افزایش قیمت ناشی از تورم، دولت‌ها همه جا به کنترل اجارهٔ مسکن پرداختند. این باعث کاهش ارزش مستغلات شد و به این ترتیب، یک بار دیگر به سرمایهٔ خصوصی ضربه زد.
در طی سقوط بازار سهام در سال ۱۹۲۹ و رکود بزرگ با ورشکست شدن بانک‌ها و شرکت‌ها یکی پس از دیگری عملاً یک شبه حجم عظیمی از سرمایه از میان رفت. شوک سقوط بازار سهام و رکود پی آمد آن، بسیاری را نسبت به ارزش سهام به‌طور کلی مشکوک کرد و این باعث کاهش ارزش سهام شد و حتی بسیاری اصل بازار آزاد بدون نظارت را مورد تردید قرار دادند. واکنش دولت‌ها در جهان توسعه یافته عبارت بود از افزایش مالیات بر سود سرمایه، وضع مقررات برای بازار آزاد و حتی خرید داریی‌های خصوصی در موجی از ملی کردن (اروپا دو مورد آخر و آمریکا دو مورد اول). همهٔ این اقدامات باعث کاهش بیشتر سطح و اهمیت سرمایهٔ خصوصی شد.
در طی جنگ جهانی دوم دوباره عمدتاً سرمایهٔ فیزیکی تخریب شد، دولت‌ها از شهروندان قرض گرفتند تا در نهایت آن را با پول متورم شده‌ای بازپردازند که چاپ می‌کردند و مقررات سفت و سختی برای کنترل اجاره خانه برقرار کردند تا تأثیر تورم را خنثی کند. در اروپا نسبت سرمایه به درآمد که پیش از جنگ اول ۶ تا ۷ بود، تا ۱۹۵۰ به ۲ تا ۳ کاهش یافت. آشفتگی جنگ همراه با شوک اقتصادی و سیاسی ناشی از آن بود که نابرابری را در قرن بیستم کاهش داد. همهٔ این‌ها به کاهش شدید نسبت سرمایه به درآمد و کاهش چشمگیر سهم درآمد از محل سرمایه در درآمد ملی بین ۱۹۱۴ و ۱۹۴۵ انجامید ولی سرمایه بسیار متراکم تر از کار است پس در دهک بالای سلسله مراتب درآمدی، سهم درآمد از سرمایه به میران قابل توجهی بیشتر است و این شوک‌ها سهم دهک‌های بالایی را کاهش دادو در نهایت به کاهش چشمگیر نابرابری درآمد انجامید. سهم دهک بالایی از کل ثروت که در دورهٔ ۱۹۱۰–۱۹۲۰ به ۹۰ درصد رسید، در سال‌های ۱۹۵۰ تا ۱۹۷۰ به ۶۰ تا ۷۰ درصد کاهش یافت. اما به هر حال این ثروت از دست رفته ثروتمندان به طبقه متوسط تازه شکل گرفته منتقل شد و چیزی به فقیرترین نیمهٔ جمعیت که سهمش از کل ثروت همیشه ناچیز بوده (معمولاً حدود پنج درصد). طبقه متوسط حدود نیمی از جمعیت را بر عهده داشت و از افرادی تشکیل می‌شد که توانسته بودند قدری سرمایه برای خود به دست آورند، آن قدر که در جمع صاحب یک چهارم تا یک سوم ثروت ملی بودند.
طی این اتفاقات کار اهمیت بیشتری پیدا کرد و دسترسی به سرمایه دموکراتیک شد، اهمیت سرمایه موروثی کاسته شد، مالیات‌های تصاعدی حتی تا پس از جنگ دوم باقی ماند و این مالیات‌ها هرگاه صرف جنگ نمی‌شدند صرف خدمات عمومی مانند بهداشت و درآمان و آموزش و .. می‌شد.

### از بعد جنگ دوم جهانی تا امروز
بین سال‌های ۱۹۵۰ و ۱۹۷۰ اقتصاد در ایالات متحده آمریکا جهشی به جلو داشت. به‌طور خاص، رشد تولید ناخالص ملی در آمریکا از یک و نیم درصد به ۲/۴ درصد رسید، در حالی که در اروپای غربی این رشد از ۰/۷ درصد به ۴ درصد جهش کرد. افزایش سریع رشد اقتصادی عمدتاً به دلیل رشدی بود که در دوران بین دو جنگ در هر دو جا به‌طور تصنعی پایین نگاه داشته بود و حال فرصت یافته بود به جای خود بازگردد. اروپا و آمریکا هر دو پیشتاز فناوری جهانی شدند و رشدی به نسبت آرام را در پیش گرفتند. این دولت‌ها باور نمی‌کردند کند شدن رشد در دههٔ ۷۰ نتیجهٔ اجتناب ناپذیر پایان یافتن دورهٔ جبران عقب ماندگی باشد، به جای آن تقصیر را گردن دخالت‌های گوناگون چون مقررات بازار و مالیات‌های بالا و ملی کردن صنایع انداختند و از ۱۹۸۰ تا امروزه خصوصی‌سازی اقتصاد (آزادسازی بازار کالاها و خدمات و هم حذف نظارت دولتی بر بازارهای مالی و جریان سرمایه) بسیار انجام گرفت. تورم رکودی دهه‌های ۱۹۷۰ محدودیت توافق عمومی ای را نشان داد که پس از جنگ پیرامون نظارت کینزی به دست آمده بود. جنبش حذف مقررات دولتی با انقلاب‌های محافظه کارانهٔ سال‌های ۱۹۷۹ و ۸۰ در ایالات متحده و بریتانیا آغاز شد، زیرا این کشورها به شدت نگران بودند که دیگران از آن‌ها پیشی نگیرند. در این دو کشور مالیات‌های تصاعدی را بسیار کاهش دادند. افت مالیات تصاعدی تضمین می‌کرد که سرمایهٔ خصوصی به‌طور فزاینده ای در بالا متراکم می‌شود. دههٔ ۱۹۸۰ شاهد بازگشت سرمایه و افزایش سطح نابرابری بود.
انتظار می‌رود در جهان توسعه یافته رشد اقتصادی در دهه‌های آینده بین ۱ تا ۲ درصد باقی بماند، باید انتظار داشته باشیم که رشد نسبت سرمایه به درآمد ادامه یابد. پیکتی پیش‌بینی می‌کند نسبت سرمایه به درآمد تا سال ۲۱۰۰ در سطح جهانی به ۷ برسد.

## واکنش‌ها
از کتاب استقبال خوبی به عمل آمده و اقتصاد دانان بزرگی و از جمله برندگان جایزه نوبل اقتصاد از کتاب تعریف کرده و صفاتی نظیر عالی و فوق‌العاده را در توصیف این کتاب بکار برده‌اند.

### نقدها
نقدهای متعددی بر کتاب وارد شده‌است. برخی از آن‌ها عبارتند از:
- تناقض در نرخ رشد صفر

نشان داده می‌شود که وقتی نرخ رشد به صفر میل می‌کند، سهم برداشت نیروی کار از درآمد ملی منفی می‌شود که غیرممکن است.
به عبارت دیگر، وقتی نرخ رشد به سمت صفر میل می‌کند (رکود)، آشکار است که همه چیز در مدل مذکور گنجانده نمی‌شود. نسبت سرمایه به درآمد در نهایت به نقطه‌ای می‌رسد که بیش از ۱۰۰ درصد درآمدهای ملی به دارندگان سرمایه می‌رسد که یک سناریوی غیرممکن است. مشکل اینجاست که قاعده دوم بنیادین سرمایه‌داری در نظریه پیکتی یعنی β=S/G متضمن تقسیم بر صفر می‌شود که در این حالت، ارزش سرمایه به سمت بی‌نهایت میل می‌کند.
پیکتی به این تناقض چنین پاسخ می‌دهد که کتاب نوشته شده توسط او این استدلال را بیان می‌کند که نرخ پس‌اندازها با سرعت کمتری به نسبت کاهش نرخ رشد پایین آمده‌اند و به عقیده وی، این فرایند برای همیشه به همین ترتیب نخواهد بود. پاسخ ایمیلی پیکتی به نقدهای تونی اسمیت، یکی از اقتصاددانان دانشگاه ییل و پر کروسل از مؤسسه مطالعات اقتصاد جهانی در دانشگاه استکهلم در بیان همین نقد، به این شرح است:
ما هیچگاه و هیچ وقت در مورد نسبت سرمایه به درآمد یعنی β=S÷G این‌گونه صحبت نکرده‌ایم که این نسبت باید به بی‌نهایت میل کند، آن هم وقتی که Gیعنی رشد به سمت صفر میل می‌کند. بعبارت بهتر، مردم ممکن است پس‌اندازی نداشته باشند یا این پس‌انداز به سمت صفر برود و این مسئله خیلی قبل از این‌ها اتفاق افتاده باشد. ما فقط می‌گوییم که آسانترین راه برای توضیح دادن افزایش نسبت‌های سرمایه به درآمد اینست که ما داده‌هایی را که در دهه‌های گذشته وجود دارد را مورد بررسی قرار دهیم که درآنها نرخ پس‌انداز به اندازه پایین آمدن نرخ رشد کاهش پیدا نکرده‌است. به همین دلیل نسبت سرمایه به درآمد به صورت مکانیکی سطوح بالاتری را تجربه کرده‌است. علاوه براین، توجه کنید که افزایش نسبت‌های درآمد به سرمایه فی نفسه بد نیست و الزاماً به معنی نابرابری بسیار بالا نمی‌باشد. 
- داده‌های اشتباه

پیکتی، منابع بسیار مفصلی را برای برآوردهای خود در زمینه نابرابری ثروت در اروپا و ایالات متحده در ۲۰۰ سال گذشته مورد استناد قرار داده‌است. با این حال، در جداول اعداد و ارقامی که ارائه می‌کند اشتباهات و خطاهایی در پیاده‌سازی از منابع اولیه و فرمول‌های ناصحیح اکسلی وجود دارد. علاوه براین، برای برخی از این داده‌ها، منبع ذکر نشده‌است.
برای مثال وقتی که فایننشال تایمز در گزارشی، نابرابری مورد استناد پیکتی را بازسازی کرده، داده‌های مربوط به اروپا هیچگونه علامتی دالّ بر افزایش نابرابری ثروت در ۱۹۷۰ را در خود نشان نمی‌دهد.
پیکتی در تماسی که از سوی فاینشال با وی گرفته شده گفته که وی تلاش کرده مجموعه‌ای متنوع و وسیع از داده‌ها و منابع اطلاعاتی را در این زمینه جمع‌آوری کند.
متن پاسخ وی به شرح زیر است: "شک ندارم که مجموعه داده‌های تاریخی که در کتاب خود آورده‌ام را می‌توان بهبود داد و در آینده قدم‌های بهتری در زمینه آن برداشت اما فکر نمی‌کنم در نتیجه‌گیری تفاوت چندانی حاصل شود و فرقی در زمینه نوع توزیع ثروت در آینده و نظریه‌ای که من در مورد آن داده‌ام به‌وجود بیاید. "
- رابطه ریاضی به جای اصول سرمایه داری

نقد دیگری که بر سرمایه پیکتی وارد شده، بر این محور استوار است که اصول یک و دو سرمایه‌داری پیکتی که به گفته وی مبنای رابطه نابرابری را تشکیل می‌دهند، صرفاً یک رابطه ریاضی حسابی هستند و نشان دهنده قاعده سیستم سرمایه‌داری نمی‌توانند باشند. از سوی دیگر، رابطه نابرابری نیز نمی‌تواند توضیح دهنده افزایش نابرابری باشد. در واقع هیچ رابطه منطقی بین رابطه نابرابری و افزایش نابرابری قابل تصور نیست.
- حقایق نادیده گرفته شده در مورد کارآفرینی و خلاقیت

نقد دیگری نیز به‌طور مکرر بر ادعاهای پیکتی وارد شده‌است، به این صورت که وی به‌طور عجیبی، حقایق مرتبط با رشد و تبدیل کارآفرینان مبتنی بر دانش و تکنولوژی را در جریان اقتصادهای بازار نادیده می‌گیرد. به این صورت که کمتر شرکت دانش پایه و فن پایه است که بیشتر از آنکه براساس خلاقیت و دانش شکل گرفته باشد، براساس ثروت و … شکل گرفته باشد. مثال‌های مورد از شرکت‌های تکنولوژی معروف دنیا در همین زمینه قابل ذکر است که عمدتاً همگی به صورت نوپایه شکل گرفته و سپس گسترش یافته و به خلق ثروت پرداخته‌اند. به عبارت دیگر، فرایند گسترش و خلق ثروت در این بخش از اقتصادها، نه به صورت ثروت – ارث – ثروت که به صورت آموزش - خلاقیت – ثروت است.
- تأکید زیاد بر نابرابری

یکی از انتقادهای دیگری که از کتاب صورت گرفته این است که تحلیل‌ها بر مبنای نابرابری شکل گرفته و توضیح داده نشده که اساساً چرا نابرابری از اهمیت برخوردار است و گویی اساساً به جز نابرابری هیچ مقوله دیگری از اهمیت برخوردار نیست.

## ترجمه به فارسی
تاکنون ۴ ترجمه از این کتاب به زبان فارسی انجام شده‌است:
- سرمایه در سدهٔ بیست و یکم، برگردان از متن اصلی و مقابله با ترجمه انگلیسی از ناصر زرافشان، تهران: نگاه، ۱۳۹۶.
- سرمایه در قرن ۲۱: روایت «مارکس جدید» از نابرابری اقتصادی در جهان، ترجمهٔ منصور بیطرف، متین پدرام و محسن قاسمی، ویراستار محمود صدری، تهران: انتشارات دنیای اقتصاد، ۱۳۹۳.
- سرمایه در قرن بیست و یکم، ترجمه به انگلیسی آرتور گلدهمر، مترجم اصلان قودجانی، با نظارت و مقدمهٔ محسن رنانی، تهران: نقد فرهنگ، ۱۳۹۳.
- سرمایه در قرن بیست و یکم، ترجمهٔ علی صباغی و محمدرضا فرهادی‌پور، ویراستار شیدا محمدطاهر، تهران: کتاب آمه، ۱۳۹۴.